# Lost in Love (에어 서플라이의 음반)
| 전문가 평가 | 전문가 평가 |
| 평가 점수   | 평가 점수   |
| 출처        | 점수        |
| ----------- | ----------- |
| Allmusic    | [ 1 ]       |

《Lost in Love》는 1980년 3월에 발매된 오스트레일리아의 소프트 록 밴드 에어 서플라이의 다섯 번째 스튜디오 음반이다. 그들의 이전 4개의 음반은 호주 밖에서 큰 관심을 받은 적이 없지만, 《Lost in Love》는 국제 차트에서 큰 성공을 거두었다. 그것은 3개의 톱 5 싱글과 함께 미국에서 22위로 정점을 찍었다. 이 음반은 300만 장 이상 팔려 멀티 플래티넘 상태에 도달했다.

## 개요
히트 싱글로는 타이틀곡 〈Lost in Love〉가 있으며, 이 곡은 1980년 5월 미국 차트에서 3위를 차지했으며 그레이엄 러셀에게 "올해의 노래"와 "가장 연주된 노래"로 작곡가 상을 수여했다. 이 노래는 많은 사람들에 의해 그들의 대표곡으로 여겨지고 있으며 러셀 히치콕이 가장 좋아하는 곡이다. 싱글 〈All Out of Love〉는 미국에서 2위에 오르며 음반의 최대 히트곡이 되었다. 이 곡은 몇 가지 해석을 포함하여, 그들의 가장 유명한 곡으로 여겨져 왔다. 음반의 세 번째 톱 5 싱글인 〈Every Woman in the World〉는 미국에서 5위로 정점을 찍었다. 비록 단 한 번도 〈Chances〉는 밴드의 많은 히트 컴필레이션에 포함되었다. 디스코 곡인 〈Just Another Woman〉은 원래 《Life Support》라는 음반으로 발매되었고, 1980년대 말레이시아에서도 히트를 쳤다.

### 커버 아트

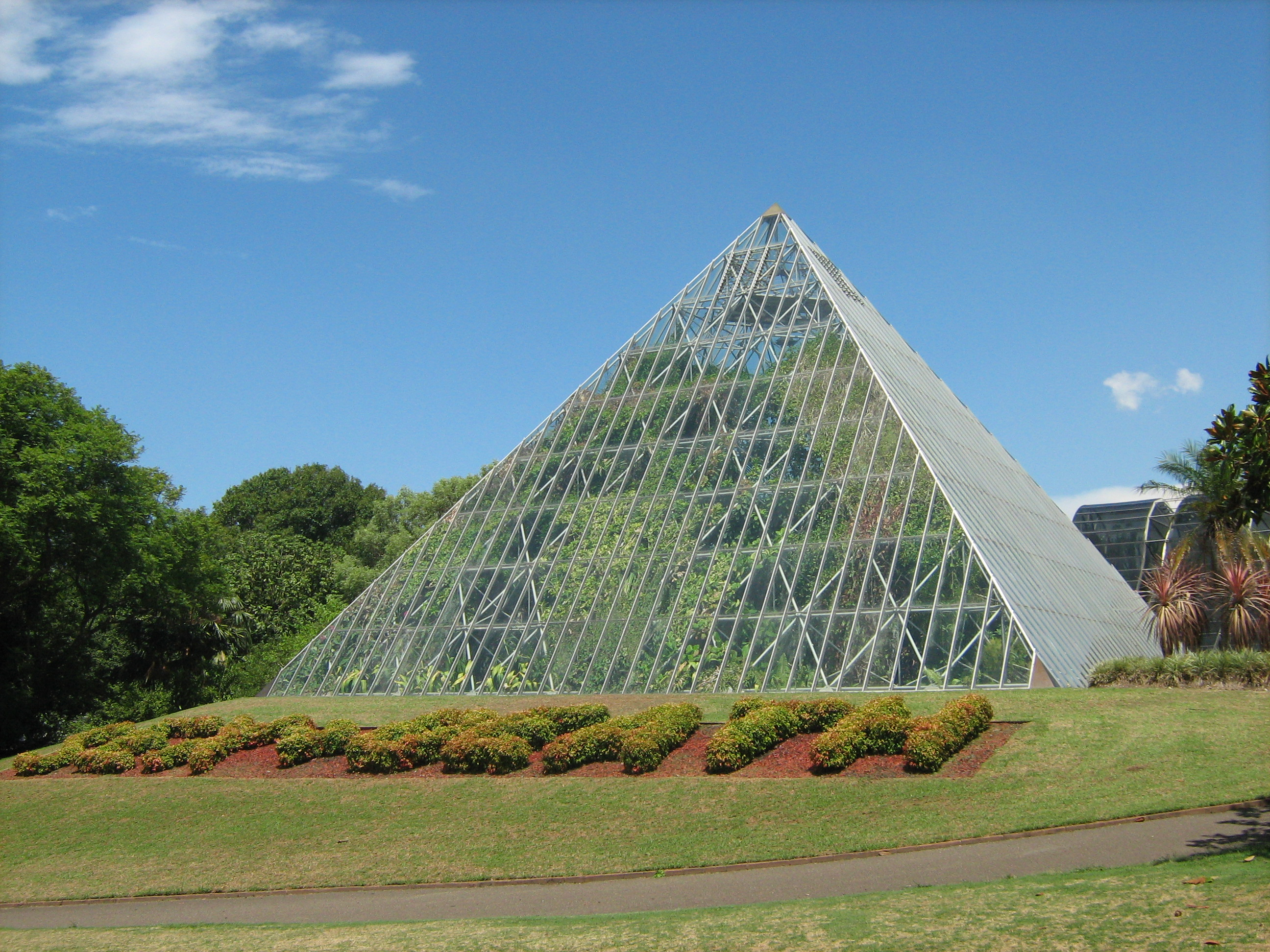
그 건물은 음반 커버의 배경으로 사용되었다.

이 음반 커버는 시드니 왕립식물원에 있는 지금은 철거된 열대 센터 앞에서 촬영되었다.

## 제작
이 음반은 프로듀서 클라이브 데이비스의 작업과 밴드가 아리스타 레코드와 계약을 맺고 미국에 밴드를 소개했기 때문에 주류 인기를 얻었다. 이 음반은 미국 차트에서 1위를 차지한 첫 에어 서플라이 음반이었다. 이 음반은 기타리스트이자 보컬리스트인 그레이엄 러셀이 작곡하지 않은 곡을 특징으로 하는 최초의 에어 서플라이 음반이기도 하다.

## 반응
이 음반은 음반이 발매될 무렵에 에어 서플라이에게 엄청난 팬층을 주었고 밴드는 "가장 성공적인 팝 그룹"과 "최고의 1981년 그룹"으로 인정받았다. 비평가들은 이 음반이 후속 음반인 《The One That You Love》와 함께 최고의 스튜디오 음반이라고 칭송했다.

## 곡 목록
모든 곡들은 특별한 언급이 없는 한 그레이엄 러셀에 의해 작사/작곡하였다.
| #   | 제목                         | 작사·작곡                      | 재생 시간 |
| --- | ---------------------------- | ------------------------------ | --------- |
| 1.  | 〈Lost in Love〉             |                                | 3:51      |
| 2.  | 〈All Out of Love〉          | 러셀, 클라이브 데이비스        | 3:59      |
| 3.  | 〈Every Woman in the World〉 | 도미니크 부가티, 프랭크 머스커 | 3:33      |
| 4.  | 〈Just Another Woman〉       |                                | 3:51      |
| 5.  | 〈Having You Near Me〉       | 러셀, 데이비스                 | 3:50      |
| 6.  | 〈American Hearts〉          | 부가티, 머스커                 | 3:13      |
| 7.  | 〈Chances〉                  |                                | 3:31      |
| 8.  | 〈Old Habits Die Hard〉      | 크리스턴 바커, 데이비드 모이스 | 3:03      |
| 9.  | 〈I Can't Get Excited〉      |                                | 5:01      |
| 10. | 〈My Best Friend〉           |                                | 2:32      |